# Cold Atom Laboratory
Cold Atom Laboratory (CAL) är ett experimentellt instrument som kan skapa extremt kalla förhållanden i ISS:s mikrogravitationsmiljö.
Den ursprungliga planen var att instrumentet skulle skjutas upp till International Space Station (ISS) i juni 2017, men uppskjutningen genomfördes något försenat med farkosten SpaceXs CRS-12 den 14 augusti 2017.
Instrumentet kan skapa extremt kalla förhållanden i ISS:s mikrogravitationsmiljö, vilket leder till bildandet av Bose Einstein-kondensat som är en magnitud kallare än de som skapas i laboratorier på jorden. I ett rymdbaserat laboratorium uppnås upp till 20 sekunder interaktionstider och så låga som 1 picokelvin-temperaturer, och det kan leda till utforskning av okända kvantmekaniska fenomen och testa några av fysikens mest grundläggande lagar. NASA:s JPL-forskare konstaterar att CAL-undersökningen skulle kunna fördjupa kunskapen i utvecklingen av extremt känsliga kvantdetektorer som kan användas för att övervaka jordens och andra himlakroppars gravitation eller för att bygga avancerade navigationsenheter.
Det ursprungliga uppdraget är planerat att ha en löptid på 12 månader med upp till fem år av förlängd operation.
I juni 2020 framställdes Bose–Einstein-kondensat för första gången på den internationella rymdstationen ISS i anordningen Cold Atom Laboratory. På grund av den rådande mikrogravitationen på ISS kunde fenomenet studeras med större noggrannhet och under längre tid än vad som tidigare varit möjligt.